# Schreiberteich

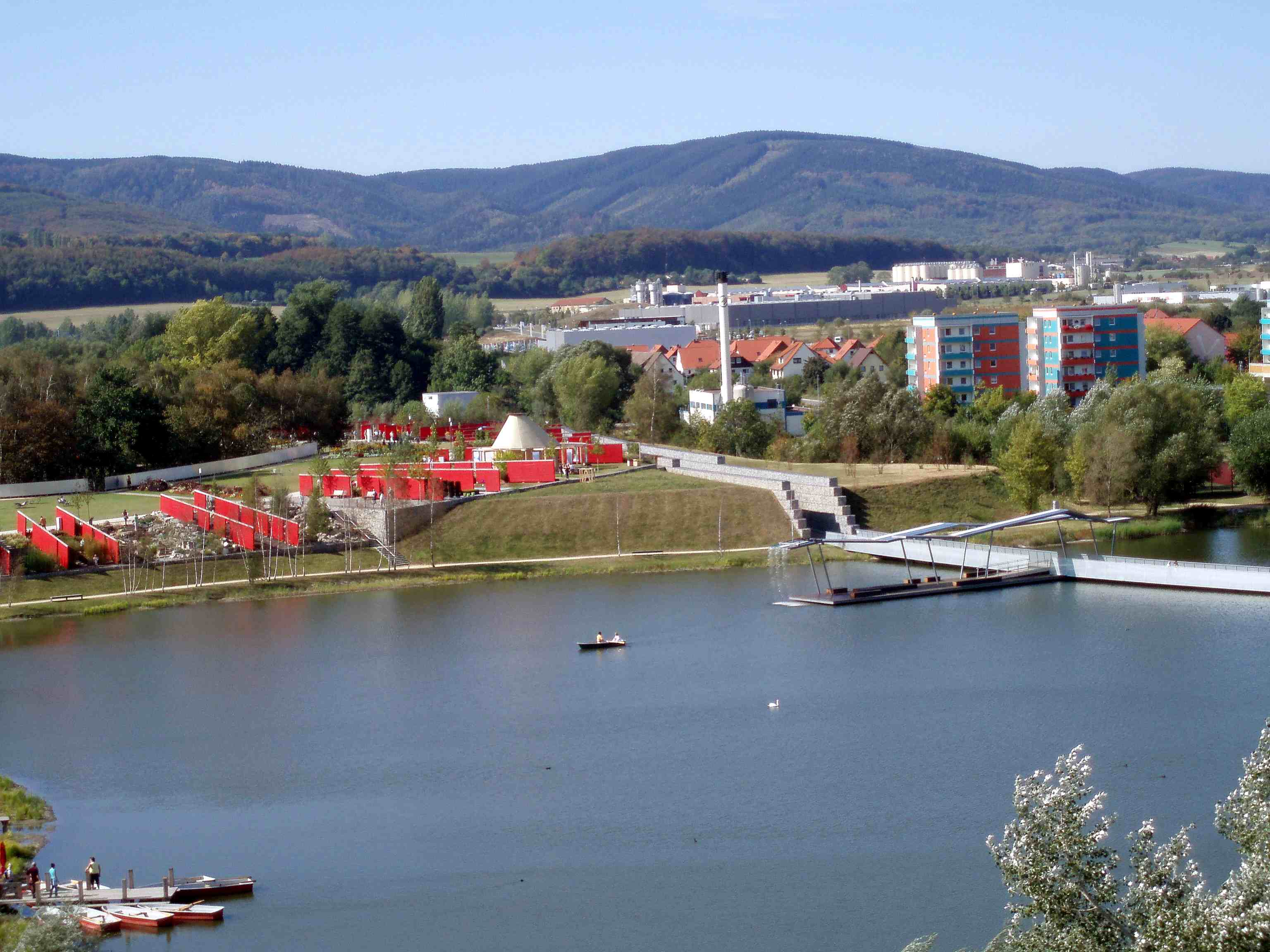
Blick auf den Schreiberteich

Schreiberteich ist der Name eines stehenden Gewässers in Wernigerode am Harz. Der renaturierte Teich war Teil der Landesgartenschau 2006 von Sachsen-Anhalt.
Der Teich beherbergt den Großteil der Entenpopulation Wernigerodes.
Er dient den Einheimischen als Ort der Entspannung und wurde nach der Landesgartenschau in den Bürgerpark einbezogen.

## Geschichte
Der aus dem Mittelalter stammende Teich diente dem Fischfang in der Grafschaft Wernigerode und der Versorgung der Grafen zu Stolberg mit Fisch. Benannt wurde der Teich nach dem Besitzer der unweit vom Teich gelegenen Seigerhütte, die im Jahre 1511 angelegt worden ist, Heinrich Schreiber.